# Landslov

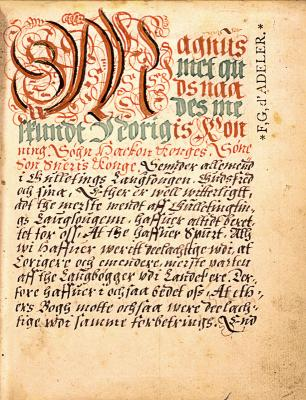
Landslov-Handschrift im Besitz des norwegischen Riksarkivet.

Das Landslov (deutsch ‚Landrecht‘) des Königs Magnus Lagabøte (1263–1280) stellt die größte gesetzgeberische Leistung des skandinavischen Mittelalters dar und galt in vielen Bereichen bis in die Neuzeit hinein.

## Vorgeschichte
Nach den Wirren des langen norwegischen Bürgerkrieges begann eine Zeit des inneren Friedens für Norwegen. Das Königtum erhob sich zu einer Machtfülle, die es vorher nie besessen hatte. König Magnus wollte aber den Herrschern des Westens und kontinentalen Südens nicht nur an Macht und Königsrecht gleichgestellt sein, sondern auch an Lebensart. So importierte er die Lebensart der ihm als Vorbild dienenden Königshöfe. Er stand in regelmäßiger Verbindung zum englischen Königshof, eine Tochter verheiratete er an den spanischen Königshof, seine Gesandten kamen bis Nordafrika und eine Freundschaft verband ihn mit dem hohenstaufischen Kaiser des Heiligen Römischen Reiches Friedrich II.
Der Wunsch, höfische Sitten des Kontinents einzuführen, kam im Gefolgschaftsrecht Hirðskrá zur Geltung. Ein wesentlicher Bestandteil seiner Bemühungen, kulturell mit den kontinentalen Herrschern auf Augenhöhe zu kommen, war die Modernisierung des Rechts. Dazu sandte er fähige Leute, wie Audun Hugleiksson an kontinentale Universitäten und ließ sie in den für die Organisation eines Staatswesens maßgeblichen Wissenschaften ausbilden. Nach deren Rückkehr kam es dann zu den Gesetzesarbeiten.

## Novellierungsarbeit

### Einbettung in die bestehende Ordnung
Als erstes wurde das Landslov (Landrecht) erneuert. Dabei beließ es Magnus bei den vier bereits bestehenden Gesetzen der vier Thingbezirke. Aber diese vier Gesetze hatten nunmehr den gleichen Inhalt. Der König konnte nämlich damals noch nicht neues Recht schaffen. Jede Gesetzesrevision musste als Wiederherstellung eines früheren einheitlichen idealen und erst im Laufe der Zeit degenerierten Rechtszustandes ausgegeben werden. Es gab also formal weiterhin die Gesetzbücher des Gulathings, des Frostathings, des Borgarthings und des Eidsivathings. Es bewahrte auch die Eigenart, das Recht an Einzelfällen und Beispielen, unter Umständen schildernd und ausmalend zu entwickeln. Weitestgehend wurden also die alten Rechtsaltertümer – wenn auch verchristlicht – in dem neuen Gesetz aufgenommen. So finden sich viele alte Rechtsriten, aber auch neue. Als Beispiel für ein verchristlichtes Rechtsaltertum mag hier die Aufnahme eines unehelichen Sohnes in die Familie dienen (Vm ætleiding; V, 8):
So kann ein Mann die Lage seines (unehelichen) Sohnes verbessern, dass er ihn in das Geschlecht einführt, wenn er will, vorausgesetzt, dass der zustimmt, der dem Erbe am nächsten ist. Wenn er ehelich geborene Söhne hat, so darf jeder für sich zustimmen, der mündig ist, aber keiner für die, welche noch nicht geboren oder noch in der Unmündigkeit sind, und der in das Geschlecht eingeführte da nicht mehr Erbe, als dem zustand, der ihn das Erbrecht bewilligte. Der soll ihm das Odalsrecht bewilligen, der unter ihnen das Odal innehat. Nun soll der, welcher den Mann in das Geschlecht einführt, und der, der das Erbe oder Odalsrecht zugesteht, und der in das Geschlecht einzuführende, alle zusammen zur Kirchetür gehen und alle zusammen ein Buch fassen. Da soll der, der den Mann in das Geschlecht einführt, so sprechen: 'Ich führe diesen Mann in das Geschlecht ein, zu dem Gut, das ich ihm gebe, zu Bußanspruch und Gabe, zu Sitz und Sessel und zu allem Recht, das im Gesetzbuch bezeugt ist und der in das Geschlecht Eingeführte haben soll.' Ebenso soll man Frauen in das Geschlecht einführen wie Männer. …
Der Ritus ist der vorchristlichen Züge entkleidet und an die Kirchentür verlegt. Beispiel für die Bildung eines Ritus, den es vorher nicht gegeben hat, ist die Statusänderung eines Bettlers (Ef maðr gengr með uanar vol; IV, 28):
Jeder Mann, der vollmündig ist und von Haus zu Haus geht und Almosen erbittet, der hat für sich keinen Bußanspruch, so lange er am Bettelstab geht, auch wenn er gegen seinen Willen fortgeschickt worden ist, wenn er nur gesund und arbeitsfähig ist, außer er sucht Arbeit und bekommt sie nicht. Aber sobald er sich das Essen selbst erwirbt und Kleider oder Waffen, oder seine Verwandten verschaffen dies ihm, dann ist er gleich wieder im Besitz des Bußanspruchs, auch wenn er nicht auf dem Thing Stab und Ranzen von sich wirft. Aber der König hat keinen Bußanspruch bei dem, der ihn für sich selbst nicht hat.
Das Fortwerfen von Stab und Ranzen auf dem Thing als formelle Statusänderung ist eine Neubildung.
Auch bleibt es noch bei dem Erfordernis, dass ein Gesetz erst dann Gültigkeit erlangt, wenn es vom dazu einberufenen Thing angenommen worden ist. So wird am Schluss des Landslov dokumentiert, dass das Gesetz auf den vier Thingstätten vorgetragen und angenommen worden sei, wenn auch zu dieser Zeit das Thing sich gar nicht weigern konnte. Auch die Einteilung des Rechtsstoffes wurde beibehalten.

### Neuerungen
Neu war allerdings der Charakter des Rechtsbuches als Gesetz, also nicht lediglich eine Dokumentation geltenden Rechts, sondern ein aus sich selbst heraus Gehorsam und Befolgung beanspruchender Imperativ zu sein. Neu war außerdem, dass im ganzen Land das gleiche Recht gelten sollte. Neu war zum Dritten, dass der König das Gesetzgebungsrecht für sich beanspruchte und sich auch die Fortbildung und Änderung vorbehielt. Zum Vierten stellte es einen Bruch mit der Tradition dar, dass sich der König zum obersten Richter machte. Die Gerichtsbarkeit lag vorher ausschließlich bei der Thingversammlung.
Das alte sehr weit gehende Recht der Selbsthilfe wurde zwar nicht beseitigt, aber doch stark beschnitten. In der Einleitung zur für das Frostathing ausgefertigten Fassung heißt es:
Den meisten wird bekannt sein, welchen großen  und vielfältigen Schaden die Familien der meisten Männer im Lande von Totschlägen und den Verlust der besten Männer erlitten haben, was hier mehr zur Gewohnheit geworden ist, als in den meisten Ländern.
Um kulturelle Aufwertung bemüht weist er darauf hin, dass es schmachvoll sei, wenn dies in den Ländern wohlgesitteter Menschen bekannt werde. Gleichwohl wagte er noch nicht, die Rachepflicht abzuschaffen, sondern beschränkte sich darauf, das familiäre Talionsprinzip zu verurteilen, nach welchem nicht der Totschläger der Rache anheimfiel, sondern irgendein anderer Mann der feindlichen Familie, der dem Erschlagenen an Würde und Stellung gleichkam, auch wenn er mit dem Totschlag nichts zu tun hatte. Aber der grundlose Totschläger verfällt in die schärfste Form der Friedlosigkeit. Außerdem war neu, dass jedermann einen Totschläger oder anderen Verbrecher festzunehmen habe.
Im alten Recht gab es weite Ausführungen über die Berechnung der Sippenbußen, die eine Sippe bei einem Totschlag der anderen Sippe zu zahlen hatte. Magnus schaffte die Sippenbuße ab. Stattdessen war die Buße nur noch von dem Täter aus dessen Vermögen an die Erben des Getöteten zu zahlen. Weiterhin schaffte er das Recht des Mannes ab, den Mann, den er beim Ehebruch mit seiner Frau oder bei einer nahen Verwandten auf frischer Tat ertappte, auf der Stelle zu töten. Der Mann hatte künftig nur noch einen Bußanspruch.
Die dem König zustehenden Bußen waren früher eine der Haupteinnahmequellen des Königs, konnten sie doch bis zur völligen Konfiskation aller Habe des Täters gehen. Sie wurden erheblich herabgesetzt, bis hin auf 1/4 des ursprünglichen Betrages. Überhaupt trat der Bußanspruch des Königs hinter den Bußanspruch des Geschädigten zurück. Soweit Land des der Acht Verfallenen konfisziert war, konnten die Erben dieses nunmehr binnen 10 Jahren wieder zurückerwerben. Auch ordnete Magnus an, dass bei dem in die Acht gefallenen von seinem Vermögen erst die Privatbußen, dann die Schulden beglichen werden sollten. Der König bekam den Rest. Soweit noch Kinder vorhanden waren, sollte auch deren Unterhaltsanspruch noch vorgehen. Das Gnadenrecht des Königs wurde vielfach erweitert und neu geregelt. Auch erhielt der König ein Vorkaufsrecht auf alle Waren.
Im Erbrecht gab es Änderungen hinsichtlich der Erbfolge früher nicht berücksichtigter Personen.
Der Aufwand bei Hochzeiten und Leichenschmaus wurde gesetzlich unter Strafe für Gäste und Gastgeber auf zwei Tage beschränkt. Das Glücksspiel wurde strafbar. Wetten waren zwar straflos, aber nicht rechtsgültig. Hier begannen bereits polizeiliche Elemente der öffentlichen Ordnung aufzutreten.
Auch im Prozessrecht gab es Neuerungen: Bislang hatten die Eideshelfer den Eid der beweispflichtigen Prozesspartei zu schwören, obgleich sie den Sachverhalt gar nicht kannten. Nunmehr sollte die Prozesspartei den Sachverhalt beschwören, die Eideshelfer aber nur, dass sie Gegenteiliges nicht wüssten. Für bestimmte Rechtsgeschäfte genügten die Zeugen nicht mehr, sondern wurde Schriftform gefordert, z. B. für Heiratsverträge, Grundstücks- und Hofkäufe und bei Geschäften im Wert über 10 Mark Silbers. Bei diesen Vorschriften ist es allerdings sicher, dass sie unter Privatleuten nicht eingehalten wurden.

### Die Kirche im Gesetz
Das veränderte und konfliktreichere Verhältnis zwischen Staat und Kirche kommt darin zum Ausdruck, dass im zweiten Abschnitt zwar noch wie ehedem ein Christenrecht aufgenommen wurde, aber die Bestimmungen nur mehr allgemein gehalten waren und sich auf die Abgrenzung der Befugnisse zwischen König und Bischof beschränkten. In den vorangegangenen Gesetzen gab es sehr detaillierte Regelungen für das kirchliche Leben. Aus den isländischen Annalen geht hervor, dass der König auf dem Frostathing von 1269 nur ermächtigt wurde, die weltlichen Teile des Gesetzes zu novellieren. Offenbar sollte das Christenrecht nur im Einvernehmen mit dem Erzbischof novelliert werden, was in der damaligen Situation aber nicht gelingen konnte. Die früheren Bestimmungen waren aber durch die inzwischen erfolgten Zugeständnisse der Vorgänger des Königs großenteils bereits obsolet geworden.
Damit unter der Überschrift Christenrecht nicht eine zu auffallende Lücke eintrat, wurde die Thronfolgeregelung dort eingeschoben. Diese wurde unter kirchlichem Einfluss in einem Punkte gegenüber früher entscheidend modifiziert. Der uneheliche Sohn folgte im Recht des vorher geltenden Håkonarbók unmittelbar auf den ehelichen Sohn. Nun steht er erst an siebter Stelle.

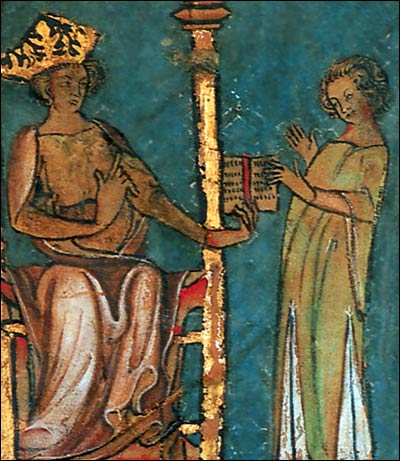
König Magnus veröffentlicht das Landslov

## Gliederung
Prolog
1. Thingfahrt. (Es handelt sich um Regeln, wer wie oft zum Thing zu kommen hat, was in welcher Weise auf dem Thing verhandelt wird, wie Gerichte gebildet werden, wie vor das Gericht formgültig geladen wird)
2. Christenrecht. (Es handelt sich um das rechte Glaubensbekenntnis, die Befugnisse von König und Bischof, das Verbot von Gegenkönigen, die Königserbfolge, über die Eide des Königs, des Jarls, des Barons, der Gesetzessprecher und der freien Bauern).
3. Die Landesverteidigung. (Es handelt sich um das Aufgebot [Mobilmachung, Leidang], den Bau von Schiffen, die formelle Einberufung durch Senden des Kriegspfeils, die Uferwache, die Wehrsteuer, die Fahnenflucht, Waffen und Ausrüstung und die Beistandspflicht gegenüber Seeräubern).
4. Die Mannheiligkeit. (Enthält den gesamten Komplex des Totschlags, der Körperverletzung und der tätlichen Beleidigung. Außerdem Regelungen über den Verkauf eines freien Mannes, aber auch Verleumdung und Bettelei).
5. Erbrecht.  (Darin werden das Eherecht, das eheliche Güterrecht, die Erbfolgen, die Erbteilungen, die Behandlung der Unmündigen, die Hochzeits- und die Leichenfeier behandelt).
6. Über das Odalsrecht (Odal war ursprünglich das Landeigentum allgemein, später ein durch besonderes Sippenrecht geschütztes Landeigentum. Hier geht es um den Grundstücksverkehr und den Schatzfund).
7. Landpacht. (Das Pachtrecht, Brandstiftung, gesetzliche Zäune, Viehhaltung, Unterhaltung der Verkehrswege, Fährpflichten an Flüssen, Fischerei, Jagd auf Falken, Jagdrecht überhaupt, Recht der Almenden).
8. Kaufrecht. (Regelungen über rechtswidrige Wegnahme, Klage wegen Geldforderungen, Vorkaufsrecht des Königs,  Fälschung beim Verkauf, Beweis beim Kaufgeschäft,  Pfandrecht,  Miete von Vieh, Verkauf von Vieh mit verborgenem Mangel,  Leihe, Schuldübernahme, Kaufrecht der Frauen, Arbeitsvertrag für Landarbeiter, Regelungen zum Aussegeln, Verbot des Spiels, Maße und Messgefäße).
9. Diebstahl (Mundraub in der Not, Diebstahl, Hehlerei, Hausdurchsuchung, Verrückung von Grenzsteinen, Eidesregelungen und Meineid).
10. Gesetzesverbesserungen (Hier wird die Herabsetzung der Bußen geregelt, das Verbot der Rache an anderen als dem Täter, die Beschränkung der Buße an den König für Totschlag, die Abschaffung der Haftung der Familie für den Totschläger und eine Aufzählung der Gesetzesänderungen, die bereits in den vorherigen Kapiteln vorgenommen worden waren).
11. Die Formel für die Inkraftsetzung des Gesetzes durch die Tingversammlungen.